# Kabinett van Zuylen van Nijevelt
Das Kabinett Van Zuylen van Nijvelt war das elfte Kabinett der Niederlande. Es bestand vom 1. Juni 1866 bis zum 4. Juni 1868.

## Zusammensetzung
| Amt                                      | Amtsinhaber                                                       | Bemerkungen                                                |
| ---------------------------------------- | ----------------------------------------------------------------- | ---------------------------------------------------------- |
| Ministerpräsident                        | Julius van Zuylen van Nijevelt                                    |                                                            |
| Auswärtiges                              | Julius van Zuylen van Nijevelt                                    |                                                            |
| Justiz                                   | Eduard Joseph Hubert Borret Jan Heemskerk (komm.) Willem Wintgens | bis 10. November 1867 bis 4. Januar 1868 ab 4. Januar 1868 |
| Inneres                                  | Jan Heemskerk                                                     |                                                            |
| Finanzen                                 | Rutger Jan Schimmelpenninck van Nijenhuis                         |                                                            |
| Krieg                                    | Johannes Adrianus van den Bosch                                   |                                                            |
| Marine                                   | Gerhard Christiaan Coenraad Pels Rijcken                          |                                                            |
| Kolonien                                 | Pieter Mijer Nicolaas Trakranen Johannes Jerphaas Hasselman       |                                                            |
| Angelegenheiten der Katholischen Kirche  | Aloysius Franciscus Xaverius Luyben                               |                                                            |
| Angelegenheiten der Reformierten Kirchen | Constantijn Theodoor van Lynden van Sandenburg                    |                                                            |

## Weblink
- KABINET J. VAN ZUYLEN. In: kolumbus.fi. Abgerufen am 4. April 2022 (englisch).